# قائمة المدن الأكثر اكتظاظا بالسكان في فرنسا
أ
- ألبي
- أوسير

إ
- إبينال

ب
- باريس
- بوردو

ت
- تروا
- تولوز

د
- دويه

ر
- رانس
- روان
- رين

س
- سانت إتيان
- ستراسبورغ
- سينت دي

ط
- طولون

غ
- غرونوبل

ف
- فيردان
- فيشي

ك
- كان (مدينة)
- كانبراي
- كلوني

ل
- لانيون
- لو هافر
- ليل (مدينة)
- ليون (فرنسا)

م
- مارسيليا
- مونبيلييه

ن
- نانت
- نانسي
- نيس
- نيم